# Mussaenda cylindrocarpa
Mussaenda cylindrocarpa är en måreväxtart som beskrevs av William Burck. Mussaenda cylindrocarpa ingår i släktet Mussaenda och familjen måreväxter. Inga underarter finns listade i Catalogue of Life.